# Чугуєве
Чугу́єве — село в Україні, в Синельниківському районі Дніпропетровської області. Входить до складу Новопавлівської сільської громади. Населення становить 127 осіб. 

## Історія
До 2016 року входило до складу Новопавлівської сільської ради.
12 червня 2020 року, відповідно до розпорядження Кабінету Міністрів України № 709-р від «Про визначення адміністративних центрів та затвердження територій територіальних громад Дніпропетровської області», увійшло до складу Новопавлівської сільської громади.
19 липня 2020 року, в результаті адміністративно-територіальної реформи і ліквідації Межівського району, село увійшло до складу новоутвореного Синельниківського району.

## Населення

### Мова
Розподіл населення за рідною мовою за даними перепису 2001 року:
| Мова       | Кількість | Відсоток |
| ---------- | --------- | -------- |
| українська | 124       | 97.64%   |
| російська  | 3         | 2.36%    |
| Усього     | 127       | 100%     |

## Географічне розташування
Село Чугуєве знаходиться за 4 км від селища Межова. По селу протікає пересихаючий струмок з загатою. Поруч проходить автомобільна дорога Т 0428.